# Os du Randt

a Compétitions nationales et continentales officielles uniquement.

b Matchs officiels uniquement.
Dernière mise à jour le 20 janvier 2010.
Jacobus Petrus du Randt, surnommé Os du Randt, né le 8 septembre 1972 à Elliot (Afrique du Sud), est un joueur international sud-africain de rugby à XV jouant au poste de pilier gauche.
Surnommé Os à cause de son cou épais et musclé mais aussi plus généralement de son physique, il a remporté 2 Coupes du monde de rugby. Joueur massif et puissant dans la pure tradition du rugby sud-africain, il fut aussi réputé pour sa mobilité et son adresse balle en main. Ces dispositions physiques hors-normes lui ont permis d'être pendant longtemps un titulaire indiscutable avec les Springboks. Il a pris sa retraite à l'issue de la Coupe du monde 2007. En 2009, il intègre le staff des Free State Cheetahs, avec qui il a effectué une partie sa carrière en club, en tant qu'entraineur spécifique de la mêlée.

## Biographie
Né à Elliot, Os du Randt connaît sa première sélection avec les Springboks le 8 octobre 1994 à l’occasion d'un test match contre l'équipe d'Argentine remporté 42-22. Il se fait rapidement une place de titulaire de l'équipe nationale sud-africaine. En 1995, Os du Randt est sélectionné pour participer à la première coupe du monde organisée en Afrique du Sud. C'est aussi la première participation de l'équipe d'Afrique du Sud à cette compétition, après avoir été interdit de compétitions officielles en raison de sa politique d'Apartheid. Bien qu'il n'ait que 22 ans, le pilier d'Elliot devient un cadre indiscutable des Springboks qui remportent le trophée face aux All Blacks de Nouvelle-Zélande avec une victoire 15 à 12.
Joueur-clé de l'équipe, il participe à sa seconde Coupe du monde en 1999. La prestation des Springboks n'est pas aussi éblouissante que lors de la dernière édition, mais cela n'empêche pas le magazine Rugby World de nommer Os du Randt comme le « second meilleur pilier de tous les temps ». Paradoxalement, c'est alors qu'il est au faîte de sa gloire qu'il connaît un premier frein dans sa carrière. De 2000 à 2002, il s'arrête à cause d’une blessure, et met près de trois ans pour retrouver son niveau de jeu antérieur. En surpoids, déprimé, Os du Randt est contacté en 2003 par Rassie Erasmus, qui le veut dans son équipe des Free State Cheetahs. Cette perspective motive son retour sur les terrains de rugby. En grande forme, il revient en sélection en 2004. Son retour coïncide avec la renaissance des Springboks qui remportent le Tri-nations cette année-là et sont désignés « équipe de l’année » par l'IRB. 
En 2007, il est retenu par Jake White dans le squad sud-africain pour la Coupe du monde en France. À près de 35 ans, il est même considéré par son entraîneur comme l'un des joueurs-clés de l'équipe. Il connaît sa dernière cape le 20 octobre 2007 à l'occasion de la finale contre l'Angleterre pour une victoire 15-6. Il réussit donc l'exploit de remporter une deuxième coupe du monde 12 ans après le premier sacre de l'Afrique du Sud à domicile. Il est alors l'unique joueur sud-africain à appartenir à ce club très fermé (depuis, son compatriote François Steyn l'a rejoint). Il prend sa retraite après la Coupe du monde.
Marié à Hannelie, Os du Randt possède une ferme à Bloemfontein dans la pure tradition afrikaner. Tout au long de sa carrière de rugbyman, il a partagé son temps entre le rugby et les travaux de la ferme.

## Statistiques en équipe nationale
- 80 sélections
- 25 points (5 essais)
- Sélections par année : 3 en 1994, 5 en 1995, 7 en 1996, 13 en 1997, 12 en 1998, 10 en 1999, 13 en 2004, 9 en 2005, 9 en 2006, 9 en 2007
- Tri-nations disputés : 1996, 1997, 1999, 2004, 2005, 2006 et 2007
- parcours en Coupe du monde :
  - 1995 : 4 sélections (Wallabies, Samoa, France, All Blacks).
  - 1999 : 6 sélections (Écosse, Espagne, Uruguay, Angleterre, Wallabies, All Blacks).
  - 2007 : 6 sélections (Samoa, Angleterre deux fois, États-Unis, Fidji, Argentine)

## Palmarès

### En province
- Vainqueur de la Currie Cup en 2005, 2006 et 2007
- Finaliste de la Currie Cup en 1997

### En équipe nationale
- Vainqueur de la coupe du monde en 1995 et 2007
- Troisième de la coupe du monde en 1999
- Vainqueur du Tri-nations en 2004

### Distinctions personnelles
- Membre du Temple de la renommée World Rugby depuis 2019[7].